# Kanariebofink
Kanariebofink (Fringilla canariensis) är en fågel i familjen finkar inom ordningen tättingar.

## Utbredning och systematik
Kanariebofink förekommer i Kanarieöarna. Den delas in i tre underarter med följande utbredning:
- Fringilla canariensis canariensis – La Gomera och Teneriffa
- Fringilla canariensis bakeri – Gran Canaria
- Fringilla canariensis ombriosa – El Hierro
- Fringilla canariensis palmae – La Palma

Kanariebofinken kategoriseras traditionellt som en del av bofinken (F. coelebs). International Ornithological Congress (IOC) delade 2023 dock upp bofinken i fem arter (däribland kanariebofinken), baserat på studier.

## Status och hot
IUCN erkänner ännu inte madeirabofinken som god art, varför dess hotstatus inte bedömts.